# Jandun
Jandun település Franciaországban, Ardennes megyében. Lakosainak száma 304 fő (2022. január 1.). Jandun Barbaise, Fagnon, Gruyères, Launois-sur-Vence, Neuvizy, Raillicourt, Thin-le-Moutier és Villers-le-Tourneur községekkel határos.

## Népesség
A település népességének változása:
| Lakosok száma | 230  | 230  | 242  | 255  | 282  | 281  | 285  | 297  | 301  | 304  |
|               | 1968 | 1982 | 1990 | 2006 | 2013 | 2015 | 2017 | 2019 | 2020 | 2022 |